# Ligne 6f (CFL)
La ligne 6f Esch-sur-Alzette - Pétange est une ligne de chemin de fer de 15,7 km reliant Esch-sur-Alzette à Pétange.
Exploitée par la Compagnie des chemins de fer Prince-Henri en 1873 puis à partir de 1877 par la société anonyme luxembourgeoise des chemins de fer et minières Prince-Henri puis par la Deutsche Reichsbahn après 1940, elle est exploitée depuis 1946 par la société nationale des chemins de fer luxembourgeois.
Elle est prolongée vers les villes françaises de Longwy et Longuyon et la ville belge d'Athus via la ligne 6j qui se prolonge par la ligne 167 du côté belge, tandis qu'elle est prolongée par les lignes 6g et 6h qui se raccordent sur la ligne 165 du côté belge.

## Histoire
La ligne est mise en service le 1er août 1873 par la Compagnie des chemins de fer Prince-Henri (PH). Elle constitue une section de la Gürtelbahn.
Elle est électrifiée le 17 avril 1961.
Depuis les années 1970, la ligne est doublée par une seconde ligne de chemin de fer, uniquement ouverte au trafic Fret pour le compte de l'Arbed puis d'ArcelorMittal, entre son site d'Esch-Belval et celui de Differdange ; la ligne industrielle au trajet plus direct devait initialement être prolongée à Pétange, permettre à l'Arbed de ne pas dépendre de la ligne 6f et même provoquer la fermeture de cette dernière une fois prolongée ; toutefois ces deux projets furent abandonnés dans les années 1980 avec la crise de la sidérurgie et cette ligne privée fait partie depuis 2007 du réseau tertiaire propriété de l'État luxembourgeois.

## Caractéristiques

### Tracé
Longue de 15,7 kilomètres, la ligne relie Esch-sur-Alzette, la 2e ville du pays, à Pétange. D'orientation est-ouest, elle est électrifiée en 2 x 25000 V - 50 Hz et est à deux voies banalisées et à écartement normal (1 435 mm).
Le tracé de la ligne, qui dessert le sud-ouest du Luxembourg n'est pas très favorable, avec une pente maximale de 19 ‰. Toutefois, elle ne compte aucun tunnel.

### Infrastructures

#### Signalisation
La ligne est équipée de la signalisation ferroviaire luxembourgeoise et du Système européen de contrôle des trains de niveau 1 (ETCS L1), ce dernier cohabite jusqu'au 31 décembre 2019 avec le Memor II+.

#### Gares
Outre la gare d'origine, de Esch-sur-Alzette, la ligne comporte huit gares ou haltes voyageurs : Niederkorn, Differdange-V, Oberkorn, Belvaux-Soleuvre, Belval-Rédange, Belval-Lycée et Belval-Université et Pétange. Quatre de ces gares ont également des installations de « terminal fret » et de « gare de formation » : Esch-sur-Alzette, Belval-Usines (pendant fret de Belval-Université), Differdange et Pétange.

#### Vitesses limites
La vitesse limite varie de 90 à 100 km/h. Dans le détail, elle est de 90 km/h sur l'ensemble de la ligne sauf au niveau de la gare de Pétange où elle est de 100 km/h.

### Trafic
La ligne est desservie par deux lignes commerciales des CFL :
- la ligne Luxembourg - Esch-sur-Alzette - Rodange ;
- la ligne Rodange - Esch-sur-Alzette - Luxembourg - Troisvierges.

La desserte s'effectue dans la pratique par des trains Regional-Express et Regionalbunn.
Des trains de marchandises empruntent la ligne.

## Projet
Un raccordement les lignes 6f (au niveau de Bascharage - Sanem) et 7 est prévu dans le cadre du Plan national de mobilité 2035 afin de raccourcir le temps de trajet entre Luxembourg et Differdange de 15 à 20 minutes, et de permettre d'effectuer le trajet sans passer par Esch-sur-Alzette ou faire le détour par Pétange ; en outre deux nouvelles gares seront créées : une au niveau des friches amenées à être urbanisées entre Esch-sur-Alzette et Schifflange et une dite « Belvaux-Mairie » par fusion des gares de Belval-Rédange et Belvaux-Soleuvre,,.